# Matthieu Idmtal
Matthieu Idmtal (Brussel, 8 oktober 1988) is een Belgisch pianist.

## Biografie
Matthieu Idmtal begon op zesjarige leeftijd met pianolessen en studeerde respectievelijk bij Frima Nakhimovitch, Maria Andreeva, en Vitaly Samoshko. Hij werd prijswinnaar op enkele muziekconcoursen waaronder een derde prijs op de International Music Competition in Verona, een tweede prijs op het pianoconcours ‘Grand Dominique’ in 2011 in Venlo en als pianoduo met Anastasia Kozhusho een 3de prijs op ‘Concorso Internazionale Premio Franz Schubert’ in Sale San Giovanni. In 2012 won dit pianoduo de Youth ‘n Classic Wedstrijd in Zürich en behaalden zij de publieksprijs op het internationale kamermuziekconcours in Almere.
In 2017 werd Idmtal bekroond tot 'Supernova', een prijs uitgereikt door Belgische muziekprogrammatoren, in samenwerking met Klara en Musiq'3. Idmtal concerteerde inmiddels in België, Nederland, Frankrijk, Duitsland, Spanje, Italië, Groot-Brittannië, Zwitserland en Letland.
Samen met violiste Maya Levi nam hij de vioolsonates van Edvard Grieg op. In 2018 verscheen zijn eerste solo-cd, geheel gewijd aan muziek van Aleksandr Skrjiabin. In 2021 verscheen zijn tweede solo-cd, opgedragen aan muziek van Edvard Grieg.
Matthieu Idmtal heeft veel aandacht voor de (post-) romantische muziek, en wordt originele en poëtische vertolkingen toegekend.

## Discografie
- 2017 - Edvard Grieg: Complete Sonatas for violin and piano, met Maya Levi (viool)
- 2018 - Alexander Scriabin: 12 Etudes Op. 8 & 24 Preludes, Op. 11[3]
- 2021 - Edvard Grieg: Piano Sonata No. 7 & 14 Lyric Pieces[4][5]